# Hemiarius verrucosus
Hemiarius verrucosus es una especie de pez de la familia Ariidae en el orden de los Siluriformes.

## Morfología
• Los machos pueden llegar alcanzar los 80 cm de longitud total.

## Alimentación
Come peces  y mariscos.

## Hábitat
Es un pez de agua dulce y de clima tropical.

## Distribución geográfica
Se encuentran en Asia: ríos Mekong y Chao Phraya.